# Gottfried Diprand von Reibnitz
Gottfried Diprand Freiherr von Reibnitz (geb. 27. Dezember 1729 in Leipe, Fürstentum Schweidnitz; gest. 11. September 1793 in Glogau, Landkreis Glogau) war ein preußischer Land- und Kriegs- und Domänenrat

## Herkunft

Stammwappen derer von Reibnitz

Gottfried Diprand Freiherr von Reibnitz war Angehöriger des schlesischen Adelsgeschlechts Reibnitz. Er war der Sohn von George Wilhelm von Reibnitz (1698–1765), Landrat im Kreis Jauer und Erbherr auf Leipe, Langhelwigsdorf und Oberbaumgarten. Seine Mutter war Charlotte Constantia (1701–1770), geb. von Studnitz.

## Werdegang
Gottfried Diprand besuchte ab dem 18. Juni 1747 das Collegium Carolinum in Braunschweig. Im Anschluss absolvierte er ab dem 25. Juni 1750 bis zum Jahr 1754 ein Studium der Rechtswissenschaften an der Universität Halle. Nachdem er neun Jahre Kreisdeputierter im Kreis Landeshut gewesen war, wurde er im Herbst 1763 zum Nachfolger des verstorbenen Carl August von Raczek als Landrat des Kreises Groß Strehlitz ernannt. Das Amt als Landrat übte er bis zum Jahr 1765 aus, Nachfolger wurde Carl Andreas von Wehner. Im gleichen Jahr wurde er Kriegs- und Domänenrat in Glogau. Mittels Ordre und der Auszeichnung Geheimer Kriegsrat wurde er auf eigenen Wunsch hin am 18. Mai 1791 aus dem Dienst verabschiedet.

## Persönliches
Gottfried Diprand wurde am 27. Dezember 1756 von Christoph Friedrich Freiherr von Reibnitz (1686–1757), der ein Vetter seines Vaters und Erbherr auf Stahnsdorf war, adoptiert, wodurch er den Freiherrenstand erhielt. Nach dem Tod seines Vaters im Jahr 1765 erbte er dessen Gut Oberbaumgarten. Nach seiner Verabschiedung 1791 ließ er sich in Glogau nieder, wo er im eigenen Hause lebte.

## Familie
Gottfried Diprand Freiherr von Reibnitz war seit November 1764 mit Helene Rosine (1741–1823), einer Tochter des Hans Ernst von Tschepe und Weidenbach auf Kraschen, verheiratet. Ein Sohn aus dieser Ehe war der Regierungspräsident Ernst Carl Wilhelm Freiherr von Reibnitz (1765–1829). Die beiden Töchter waren Charlotte Helene (1767–1843), verheiratete Graeve und Dorothea Constantia Auguste (1773–1842), verheiratete Zerboni.